# Hakatere Conservation Park
Der Hakatere Conservation Park ist ein Naturschutzpark in der Region Canterbury auf der Südinsel von Neuseeland. Der Park untersteht dem Department of Conservation.

## Geographie
Der Hakatere Conservation Park besteht aus drei großen Einzelgebieten und 16 kleineren angrenzenden Gebieten, die alle nicht in direktem Kontakt zueinander stehen. Die Gebiete des Parks befinden sich südöstlich der Neuseeländischen Alpen, zwischen dem Havelock River und dem Rangitata River im Westen und Südwesten und dem Rakaia River im Nordosten bis Osten. Alle Einzelgebiete zusammen betrachtet, erstrecken sie sich verstreut über eine Länge von rund 75 km in Ost-West-Richtung und knapp 50 km in Nord-Süd-Richtung.
Der aus 19 Einzelflächen bestehende Park kommt auf eine Gesamtfläche von über 68.000 Hektar.

## Geschichte
Bereits im Jahr 1987 wurden einige kleinere Gebiete des heutigen Parks unter Naturschutz gestellt und dem Department of Conservation zur Betreuung verantwortet. Im November 2007 erwarb dann eine Privatperson das Farmland der Hakatere Station und ließ es als Conservation Park ausweisen. Im Juli 2008 erwarb anschließend der Nature Heritage Fund das Farmland für 7,2 Mio. $NZ und übergab die Verantwortung zur Durchsetzung des Naturschutzes in dem Gebiet dem Department of Conservation, das durch das Hakatere Heritage Committee, einer lokalen Gruppe von Naturschützern, vor Ort unterstützt wird. Auch wurden rund 10.000 Hektar Land um Clent Hills vom Nature Heritage Fund erworben und dem Park zugeordnet.